# 褐雕笔螺
褐雕笔螺（学名：Nebularia proscissa），是新腹足目笔螺科圆笔螺属的一种。主要分布于印度尼西亚、新加坡、中国大陆、越南、台湾，常栖息在潮下带、潮间带、浅海。